# 松田喜一
松田 喜一（まつだ きいち、1887年（明治20年）12月1日 - 1968年（昭和43年）7月30日）は、熊本県出身の日本の農業研究者・教育者・著述家である。
農業試験場技師時代に松田式麦作法を考案するなど、革新的な食料増産技術の発展に貢献。 自ら日本初の民間農業実習所を開き48年間に亘り生徒を受け入れ後進育成に献身するなど、明治から昭和にかけて日本の農業発展に貢献した。また、全国各地に赴き講演を開き農業技術・精神の普及に尽くした。実習所で直接教育を受けた生徒は約三千六百名、講演で講習を受けた者は延べ約四万名に及ぶ。その傍ら雑誌『農友』を自ら執筆、50年間に亘り刊行し、その他50冊におよぶ著書も執筆した。『農友』は毎号皇室にも届けられ、昭和天皇の巡幸、各皇族の視察を受けた。藍綬褒章・勲四等瑞宝章受章、従五位。「昭和の農聖」と謳われた。

## 略歴
- 1887年12月1日 - 熊本県宇城市松橋町（町村合併前豊川村）松崎に生まれる。
- 1902年 - 熊本県立農業学校（現・熊本県立熊本農業高等学校） 入学。河村九淵に学ぶ。
- 1905年 - 熊本県立農業学校 卒業、農業学校助手となる。
- 1905年9月 - 農商務省農事試験場九州支場助手。島原肥料株式会社肥料分析技師勤務。
- 1907年12月 - 一年志願兵として第6師団輜重隊に入隊。
- 1908年 - 一年志願予備少尉に任官、退役後 自家農業に従事。
- 1911年11月 - 熊本県立農業試験場勤務県技手県技師となり、この間日本全国各地を巡り歩き農業研究。松田式麦作法を公にし、全県下に普及、松田式麦作として有名となる。
- 1918年4月 - 肥後農林商会を組織。日本農友会を結成（9月7日熊本市公会堂に於いて出席者7千名で発会式を行う）。
- 1918年11月 - 雑誌農友の発刊。
- 1920年3月 - 熊本県立農事試験場を退職。肥後農友会実習所を開設（開設地は菊池郡黒石原）。
  - 同地は農業に適さない不毛の地であることが判明した。開設地には記念碑がある。
- 1925年 - 熊本県知事中川健蔵の委嘱により県営昭和干拓事業嘱託として干拓地造成の事業を引き受ける。
- 1926年 - 県営八代昭和干拓第二事業竣工、第一回入植。昭和村と命名。
- 1928年4月 - 黒石原農友会実習所から昭和村干拓地に移転。昭和村に於ける自習所の教育経営を始める。
- 1932年 - 熊本海外協会より満州開拓のため現地視察に派遣される。
- 1938年4月3日 - 満州新京力行村開拓入植。
- 1944年11月 - 藍綬褒章受章。
- 1949年6月 - 昭和天皇巡幸。農友服姿で、農法や作物を説明した。
- 1951年9月 - 高松宮宣仁親王視察。
- 1952年8月 - 三笠宮崇仁親王視察。
- 1966年 - 勲四等瑞宝章受章。
- 1968年7月3日 - 従五位に叙せられる。
- 1968年7月30日 - 矢部農業高校生（現・矢部高等学校）を前にした講習中に倒れ、80歳にて永眠。

## エピソード
- 農友会実習所で春秋の年二回、三日間ずつを使って行われた定期講習会には、喜一の話を聞くため毎回数千人、多いときには六千五百人もの人々が各地から集まった。長蛇の列が国鉄千丁駅から農場まで数キロに渡って続いた[4]。
- 実習所での生活は過酷を極めた。午前5時の朝礼から農作業は三食を挟み、夜まで続いた。食事は視察者が「豚も食わん」と顔をしかめたほどの粗食であったが、喜一は「論より証拠」の精神から率先して腐った芋を食い、一日3～4時間の睡眠で労働や研究・執筆に励んだ[4][5]。
- 松田農場では戦前・戦中・戦後と一貫して一日たりとも朝礼での国旗掲揚・国歌斉唱が途絶えたことはなかった。終戦後、進駐軍に呼び出され取調べを受けたが、戦時中に軍部に睨まれるのも構わず、キリスト教の女学校（八代白百合学園高等学校）の食糧難に同情し援助したことがわかり、かえって感激を受け放免となった[4]。
- 喜一の祖父、松田喜七は松橋町東松崎の用水工事のため、私財を投げ打ち大野川に底井樋を設置したとされ、その偉業を称え同地区では現在でも東松崎底井樋（そこいび）太鼓踊りが催される[6]。
- 喜一と同じく熊本県出身で農業指導者・政治家として活動した三善信房は政界引退後の1954年（昭和29年）、喜一の設立した日本農友会の熊本県支部長に就任した[7]。
- 松田農場のその後 ：17ヘクタールあった松田農場は喜一の死とともに忽然と消えた。その前、昭和40年に熊本の白川公園にあった喜一の銅像は農友神社（現在は松田神社）にうつされた。松田神社では4月9日の大祭があり、7月30日は喜一の命日で、喜一を偲ぶ。その外に、松田農場関係地でも、全国に散らばった農友会員が集まる日がある。[5]

## 松田喜一を取り上げた作品
- 『農魂の人・松田喜一伝～人間作れ、土作れ！～』- 2003年（平成15年）11月1日放送、テレビ熊本郷土の偉人シリーズ
松田喜一の生涯を描いたドキュメンタリードラマ。松田喜一役を永島敏行、カズモ夫人役を石田えりが演じた[8]。